# Rail Campus OWL
Der RailCampus OWL koordiniert und gestaltet ein Innovationsökosystem aus Bildung, Forschung und Wirtschaft zu intelligenten Bahnsystemen auf dem RailCampus OWL in der ostwestfälischen Stadt Minden. Damit wird hier die Bahntechnologie der Zukunft gebündelt entwickelt. Getragen wird der Rail Campus Minden durch den Verein "RailCampus OWL e.V."

## Geschichte
Der Rail Campus OWL in Minden startete zum Wintersemester 2022/23. Am 13. April 2021 haben Vertreter aus Bundes-, Landes- und Regionalpolitik sowie der Wirtschaft und der Wissenschaft das Projekt mit einem Memorandum of Understanding besiegelt. Das Bundesministerium für Digitales und Verkehr hat 20 Millionen EUR Fördermittel zugesagt. Der RailCampus OWL ist dabei eine der Außenstelle des Deutschen Zentrums Mobilität der Zukunft (DZM); neben weiteren in Annaberg-Buchholz, Karlsruhe und Hamburg. 
Projektinitiatoren des RailCampus OWL sind von der universitären Seite die Universität Bielefeld, die Fachhochschule Bielefeld, die Universität Paderborn und die Technische Hochschule Ostwestfalen-Lippe. Auf der wirtschaftlichen Seite beteiligen sich die Deutsche Bahn mit DB Systemtechnik und DB Cargo und die Industrieunternehmen Harting Technologiegruppe und WAGO. Auch die Stadt Minden und der Kreis Minden-Lübbecke zählen zu den Projektpartnern.
Die DB Systemtechnik stellt für den RailCampus OWL Teile ihres Geländes und der Gebäude in der Mindener Pionierstraße zur Verfügung.

## Studium
Der Bachelorstudiengang „Digitale Bahnsysteme“ wird von den vier im RailCampus OWL e.V. zusammengeschlossenen staatlichen Hochschulen umgesetzt. Ihr Know-how fließt hier ebenso ein wie das der Deutschen Bahn und weiterer Partner aus der Wirtschaft.

## Forschung
Im Januar 2024 wurde am Rail Campus OWL das Forschungsprojekt „Digitaler Bahnhof Minden (DiBaMi)“ begonnen. Unter der Leitung der Universität Bielefeld und der Universität Paderborn soll an dem Schaufensterbahnhof Minden der reibungslose Verkehrsfluss und Wechsel der Verlehrträger praktiziert und ausprobiert werden. Das Projekt Digitaler Bahnhof Minden startet im März 2024 und läuft bis Ende Februar 2027.